# Castello di Alboino
Il Castello di Alboino (in dialetto feltrino: Castèl de Alboìn) è un complesso fortificato che sorge a Feltre, nel punto più alto del Colle delle Capre su cui è costruita la cittadella.

## Storia
La tradizione fa risalire la prima costruzione del castello al 570, sotto il dominio longobardo. Nonostante non vi siano fonti certe a testimoniarlo è plausibile che delle costruzioni fortificate di difesa della città fossero presenti già secoli prima, durante il periodo romano.
Feltre sorge infatti all'incrocio di più valli (la Valbelluna, il canale del Piave che porta in pianura veneta, la valle del Primiero, la Valsugana e la Valbrenta); in virtù di questa sua collocazione era necessario dotarla di un sistema di protezione efficiente.
Occorre aspettare l'XI secolo per ottenere le prime attestazioni sull’esistenza del castello, presente però da vari secoli. Il fortilizio era posto in collegamento visivo con altre strutture militari collocate lungo il canale del Piave, che dall'area del Santuario dei Santi Vittore e Corona arrivavano fino alla pianura; in caso di segnalazioni si poteva fare ricorso a segnali di fumo che venivano poi riverberati fino a far recapitare il messaggio. Tale sistema di comunicazione resterà in auge per tutto il Medioevo.
L'utilizzo del fortilizio sarà cruciale tra il XIII e il XIV secolo, momenti in cui la città sarà contesa da varie potenze, che si alterneranno continuamente nel suo dominio. Si citano, a titolo esemplificativo, i Da Romano, i Carraresi, gli Scaligeri, il Sacro Romano Impero e i Visconti. Nel 1404 è la città stessa a regalare il proprio territorio e la propria sovranità alla Repubblica di Venezia, venendo ricompensata con il mantenimento delle strutture politiche preesistenti. Nonostante il programma di riordino delle strutture militari portato avanti dalla Repubblica nel 1421 che vide molti castelli rasi al suolo, quello di Feltre venne risparmiato proprio in virtù della valenza strategica della città, che veniva a trovarsi vicinissima al confine con il Tirolo.
Proprio in seguito alla pace conseguente all'annessione veneziana, il castello vivrà un periodo di declino. Il canto del cigno del fortilizio può essere ritrovato nel contesto della guerra contro la Lega di Cambrai. La città venne data alle fiamme dalle truppe di Massimiliano I nel 1510 e, essendo costruita quasi completamente in legno, bruciò per la maggior parte, eccezion fatta per pochissime strutture; il Castello di Alboino è una di queste. Nei decenni successivi Feltre fu ricostruita con criteri razionali rinascimentali. Il fortilizio e pochi altri edifici e monumenti (le Fontane Lombardesche, un tratto di Port'Oria, la chiesetta della Santissima Trinità) ricordano il passato medievale della cittadina.
Per circa tre secoli tutte le strutture del castello furono sottoutilizzate, con la relega ad arsenale dell'intero complesso. Per un primo periodo dopo la guerra venne anche usato per le riunioni cittadine, nell'attesa che venisse completato Palazzo Pretorio (1533).
Il castello prende il suo nome dal noto re longobardo Alboino. Si tratta però di un'attribuzione data a posteriori, in quanto il sovrano non passò mai per la cittadina e di conseguenza non ordinò l'erezione del forte, come molte fonti riportano ancora erroneamente.
Al Seicento risalgono dei disegni che illustrano le condizioni della sommità del Colle delle Capre: le mura di cinta medievali superstiti appaiono come rovinose, non avevano infatti più alcuno scopo difensivo.
Con l'Ottocento e la dominazione austriaca venne costruita una nuova ala a nord e il fortilizio venne ristrutturato. Il Novecento vedrà invece la frammentazione del castello in molteplici proprietà: lo Stato, il demanio militare, privati. Una zona negli anni Sessanta era stata resa ostello della gioventù, la Torre dell'Orologio accoglieva la sede di Radio Feltre, mentre altre stanze ospitavano addirittura vere e proprie abitazioni. Tuttora questa parcellizzazione rende difficoltosa l'acquisizione totale del complesso e un suo recupero.

## Descrizione
Il castello attualmente si presenta ricco di superfetazioni e la sua articolazione è di difficile lettura se non se conoscono le vicende.
Il complesso bassomedievale era più esteso di ora, e comprendeva varie cerchie murarie che, nella loro estensione maggiore, correvano parallele all'odierna Via Luzzo. Con l'incendio della città molte di queste strutture andarono demolite e l'insieme si configurò nella sua estensione odierna.

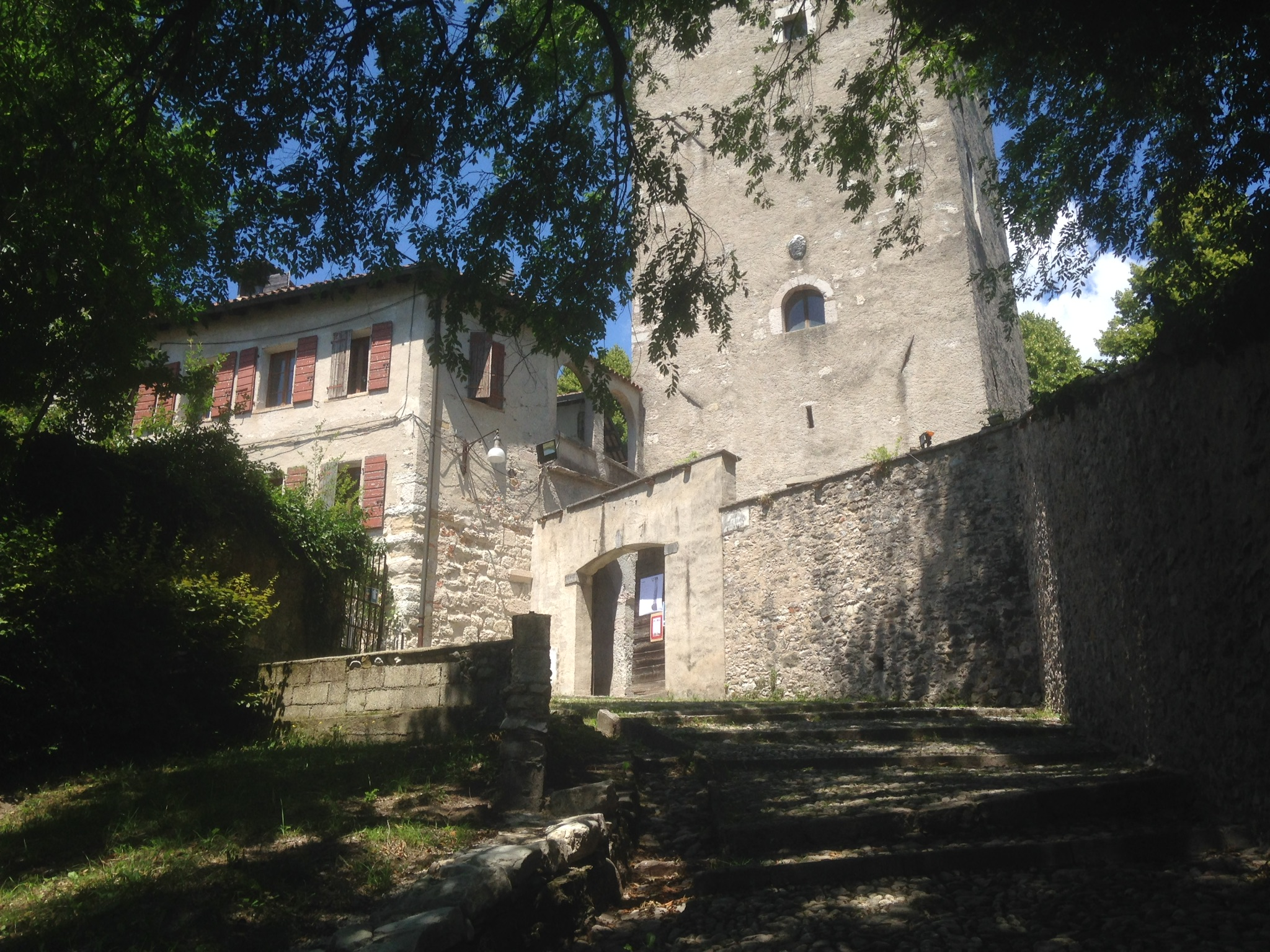
Attuale ingresso alla corte del castello dal termine della Salita Ramponi.

La porta d'accesso era situata sull'attuale Torre dell'Orologio, nel suo lato occidentale. Un terrapieno era collocato in corrispondenza del sagrato della chiesa di San Rocco; un ponte levatoio veniva calato per permettere il superamento del fossato. Se si guarda la torre da questo luogo si riesce ancora oggi a comprenderne il passato: alcune strutture verticali sulla superficie del lato ovest fanno capire i contorni del portale ad arco originario. A metà altezza è murato un bassorilievo datato 1324, con lo stemma di Cangrande della Scala. In seguito all'incendio del 1510 l'ingresso al castello venne modificato e andò creandosi l'accesso odierno di Salita Ramponi. Di fianco alla torre nel corso del XVI secolo venne costruito l'alloggio dei Rettori, che presenta ancora lacerti di affreschi esterni.
Sulla sommità della struttura è collocata una banderuola segnavento a forma di mezzaluna: è di origine mediorientale, anche se non si conoscono le vicende attraverso le quali sia giunta in terra feltrina. In passato è stato ipotizzato che fosse un bottino di guerra proveniente dalla Battaglia di Lepanto (1571), ma ciò è impossibile, in quanto alcuni disegni seicenteschi illustrano la Torre dell'Orologio con una campanella montata sulla cima. È più plausibile che sia giunta in loco sul finire del XIX secolo, dato che inizia ad essere citata solo da questo momento. Durante la prima guerra mondiale, alcuni soldati austroungarici si divertirono a usare la mezzaluna come bersaglio per i loro colpi; danneggiata e vittima delle intemperie, la mezzaluna finì col rompersi a metà e in questo stato rimase fino al 2017, anno in cui venne restaurata e posta in una teca all'interno della torre. Al suo posto è stata collocata una copia e la sostituzione di tutti gli elementi arrugginiti ha permesso alla banderuola di tornare e segnare il vento. La stessa Torre dell'Orologio venne restaurata e resa visitabile nel 2018, e dalla sua sommità si può godere di una bella vista sulla sottostante Piazza Maggiore. Uno schermo interattivo consente al visitatore di visualizzare le varie fasi di ricostruzione della piazza dopo il grande incendio del 1510.

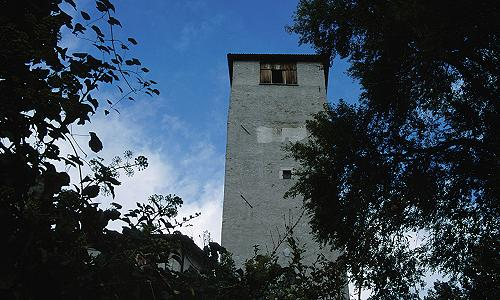
La Torre del Campanon

La Torre del Campanon è il mastio del castello. È forse il simbolo più noto di Feltre e costituisce l'elemento più visibile del complesso per via della sua altezza, circa 35 metri. Prende il suo nome dalla grossa campana in essa custodita. Indicava con il suo rintocco l'inizio delle esecuzioni capitali e le riunioni della cittadinanza. Quella attuale presenta come data 1664, e Bormio come luogo di fusione. Ancora fino al 1970 era usata per annunciare la riunione del consiglio comunale. Al di sopra della porta d'ingresso è situato un bassorilievo con tre stemmi: partendo da destra si trova quello dei Della Scala, che ressero la città per un periodo durante il Trecento; al centro è collocato quello cittadino, mentre per quello a sinistra non si conosce il significato. Tuttora si può osservare sul lato sud, a circa 25 metri di altezza, una superficie intonacata più chiara: era qui collocato un grande affresco che rappresentava il leone di San Marco, probabilmente realizzato da Morto da Feltre nel 1518 e poi rimosso con la dominazione francese.
Assieme con la Torre dell'Orologio, è l'ultima superstite di una serie di torri che ornavano il fortilizio, ancora visibili nel XVII secolo, sebbene in condizioni precarie. Si poteva distinguere una cerchia muraria più esterna che collegava la Torre dell'Orologio ad altre tre strutture simili, e una più interna, che racchiudeva il mastio e il corpo principale del castello. Tra crolli e demolizioni, quella che un tempo era la corte centrale del complesso è oggi raggiungibile dal termine di Salita Ramponi, e da una strada sterrata a lato del colle realizzata nel corso dell'Ottocento. La corte ospita tuttora una vera da pozzo di probabili origini tardomedievali. Nonostante appaia interrata, conserva delle sottostrutture ancora integre, realizzate alla maniera veneziana. La Torre del Campanon è stata restaurata tra il 2020 e il 2021, e resa visitabile a partire dal 13 agosto dello stesso anno.
Il corpo principale del castello è immediatamente riconoscibile per la grande facciata in pietra calcarea chiara, dotata di quattro grossi merli guelfi e un laterale andamento a gradoni. Al suo interno è conservata una cappella privata, nonché la sala delle cucine e la sala d'armi. Nel 1518 Lorenzo Luzzo affrescò gli esterni e gli interni di questa struttura: nel primo caso le sue realizzazioni sono andate quasi completamente perdute, mentre nel secondo se ne conservano in buon numero. Purtroppo, questa parte del castello è visitabile solo in occasioni speciali, come il Palio o la Mostra dell'Artigianato. L'ala più a nord non è contestuale al resto della struttura e, nonostante appaia a essa ben integrata, risale al XIX secolo.
Il lato nord del Colle delle Capre è sempre stato privo di costruzioni, per via della sua ripidità. Dopo il declino delle strutture murarie che qui sorgevano (e di cui qualche tratto può ancora essere visto) l'intera area venne destinata al pascolo delle greggi. L'uso del pendio mutò con il Ventennio fascista, periodo in cui venne piantumato un arboreto che prendeva il nome di "Bosco Littorio". Dopo la seconda guerra mondiale, la macchia si configurò come vero e proprio parco urbano verticale, rinominato "Bosco drio le Rive". L'estensione dell'alberatura arrivava fino alla sommità del Colle, cingendo tutte le strutture del castello. Tra il 29 e il 30 ottobre 2018, la Tempesta Vaia ha colpito duramente quest'area in particolare, sradicando ogni pianta che circondava il fortilizio e danneggiandone di conseguenza alcune superfici murarie. Nel 2020 è iniziato un progetto di risistemazione della zona e della porzione di Bosco drio le Rive danneggiata.